# Lugy
Lugy is een gemeente in het Franse departement Pas-de-Calais (regio Hauts-de-France) en telt 138 inwoners (2004). De plaats maakt deel uit van het arrondissement Montreuil.

## Geografie
De oppervlakte van Lugy bedraagt 2,8 km², de bevolkingsdichtheid is 49,3 inwoners per km². Lugy ligt in de vallei van de Leie en de hoogte bedraagt 81 tot 168 meter.
De onderstaande kaart toont de ligging van Lugy met de belangrijkste infrastructuur en aangrenzende gemeenten.

## Toponymie
Lugy werd voor het eerst vermeld in 1042, als Lodia. De naam komt van de Romeinse persoonsnaam Lusius.

## Bezienswaardighheden
- De Watermolen van Lugy
- De Sint-Pieterskerk (Église Saint-Pierre), van de 19e eeuw.
- Estaminet "du Perroquet" in een historische boerderij.

## Demografie
Onderstaande figuur toont het verloop van het inwonertal (bron: INSEE-tellingen).

## Nabijgelegen kernen
Hézecques, Fruges, Verchin, Senlis